# 1993 MA1
1993 MA1 är en asteroid i huvudbältet som upptäcktes den 18 juni 1993 av den amerikanske astronomen Henry E. Holt vid Palomarobservatoriet.
Asteroiden har en diameter på ungefär 11 kilometer.